# Paris Saint-Germain Football Club 1974-1975
Questa voce raccoglie le informazioni riguardanti il Paris Saint-Germain Football Club nelle competizioni ufficiali della stagione 1974-1975

## Stagione
Alla sua seconda stagione in massima divisione (la prima dopo la rifondazione del 1972), il Paris Saint-Germain (che intanto aveva visto Hechter prendere pieni poteri in seno alla presidenza della squadra) ottenne la salvezza concludendo al quindicesimo posto, ben figurando soprattutto a livello di pubblico. In Coppa di Francia i parigini migliorarono ulteriormente le loro prestazioni giungendo fino alle semifinali, dove furono eliminati dal Lens.

## Maglie e sponsor
Vengono modificate le divise alternative: la seconda è simile alla prima ma con i colori invertiti (maglia rossa con striscia blu), mentre la terza è blu con bordi rossi. Appare per la prima volta lo sponsor RTL mentre vengono confermati i fornitori tecnici Adidas e Le Coq Sportif, utilizzati alternativamente nel corso delle manifestazioni.
| 1a divisa (Adidas) | 1a divisa (Le Coq Sportif) | 2a divisa (Adidas) | 2a divisa (Le Coq Sportif) | 3a divisa (Le Coq Sportif) |

## Organigramma societario
Area direttiva
- Presidente onorario:  Henri Patrelle
- Presidente:  Daniel Hechter

Area tecnica
- Direttore tecnico:  Just Fontaine
- Allenatore:  Robert Vicot

## Rosa
| N. |                       | Ruolo | Calciatore        |
| -- | --------------------- | ----- | ----------------- |
|    | Jugoslavia (bandiera) | P     | Ilja Pantelić     |
|    | Francia (bandiera)    | P     | Jacky Planchard   |
|    | Francia (bandiera)    | P     | Michel Bensoussan |
|    | Francia (bandiera)    | D     | Jacky Bade        |
|    | Francia (bandiera)    | D     | Christian Quéré   |
|    | Francia (bandiera)    | D     | Perre Bajoc       |
|    | Francia (bandiera)    | D     | Louis Cardiet     |
|    | Francia (bandiera)    | D     | Gérard Cenzato    |
|    | Francia (bandiera)    | D     | Éric Renaut       |
|    | Francia (bandiera)    | D     | Dominique Lokoli  |
|    | Francia (bandiera)    | D     | Jacques Novi      |
|    | Francia (bandiera)    | C     | Robin Leclercq    |
|    | Francia (bandiera)    | C     | Jean Deloffre     |

| N. |                              | Ruolo | Calciatore           |
| -- | ---------------------------- | ----- | -------------------- |
|    | Francia (bandiera)           | C     | Bernard Dumot        |
|    | Francia (bandiera)           | C     | Jean-Pierre Dogliani |
|    | Francia (bandiera)           | C     | Jacky Laposte        |
|    | Francia (bandiera)           | C     | Denis Bauda          |
|    | Francia (bandiera)           | C     | Albert Poli          |
|    | Togo (bandiera)              | A     | Othniel Dossevi      |
|    | Francia (bandiera)           | A     | Michel Marella       |
|    | Congo-Brazzaville (bandiera) | A     | François M'Pelé      |
|    | Francia (bandiera)           | A     | Christian André      |
|    | Francia (bandiera)           | A     | Louis Floch          |
|    | Francia (bandiera)           | A     | Guy Nosibor          |
|    | Algeria (bandiera)           | A     | Mustapha Dahleb      |

## Statistiche

### Statistiche di squadra
| Competizione     | Punti | Totale | Totale | Totale | Totale | Totale | Totale | DR  |
| Competizione     | Punti | G      | V      | N      | P      | Gf     | Gs     | DR  |
| ---------------- | ----- | ------ | ------ | ------ | ------ | ------ | ------ | --- |
| Division 1       | 37    | 38     | 12     | 12     | 14     | 57     | 65     | -8  |
| Coppa di Francia | -     | 9      | 7      | 2      | 1      | 25     | 9      | +16 |
| Totale           |       | 47     | 19     | 14     | 15     | 82     | -67    |     |